# Мёдлинг
Мёдлинг (нем. Mödling) — город в Австрии, в федеральной земле Нижняя Австрия. Является центром одноимённого округа. Население составляет 20 555 человек (на 1 января 2018 года). Занимает площадь 10,04 км².

## Название
С ходом времени, название места изменилось с medilihha (903 г.) на Medelikch, Medling и, наконец, Mödling. Корни наименования славянские, так что оно произошло не позднее аварского периода второй половины первого тысячелетия, около 800 года. Значение точно неизвестно. По одной версии, это «пограничный ручей», по другой — медленно текущая вода (ср. русское «медленный»).

## География
Мёдлинг относится к Нижней Австрии и расположен в южной части столичной агломерации. Город находится практически в центре одноимённого округа, вытянутого с запада на восток.
Через город из коммуны Винервальд на западе округа течет река Мёдлинг, впадающая в Швехат около Ахау на востоке. Граница между Венским Лесом и Венским бассейном также проходит через город, поэтому в западной его части нет застройки — тут начинается природный парк Фёренберге, часть Венского Леса. Эта территория ранее была ландшафтным парком замка Лихтенштайн, поэтому посреди леса здесь есть немало построек, например Храм гусаров. На восточных склонах Венского Леса расположены многочисленные виноградники.

## История

### Первые поселения
Одно из старейших известных поселений Австрии, Брун-Вольфхольц (ок. 5700—5000 гг. до н. э.), находится в Брун-ам-Гебирге, в нескольких километрах к северу. Первые находки в Мёдлинге относятся к более поздним неолитическим (5000-2000 гг. до н. э.) поселениям. Среди находок, в том числе: двойное захоронение, крупное поселение у подножия горы Eichkogel, следы баденской культуры на горе Йенниберг. На горе Hirschkogel в соседнем Мария-Энцерсдорфе были сделаны находки археологической группы Мёдлинг-Цобинг (см. евишовицкая культура). Также много находок более позднего бронзового века, начавшегося в этой местности в третьем тысячелетии до н. э.
Находки последнего тысячелетия до нашей эры с гор Календерберг и Йенниберг относятся уже к кельтской гальштатской культуре (VIII—V вв. до н. э.). Ко времени латенской культуры, регион Мёдлинга стал восточной пограничной областью кельтского царства Норик, а к концу тысячелетия вошёл в одноимённую римскую провинцию.

#### Первое тысячелетие н. э. (поздняя Античность—дороманский стиль)
В начале первого тысячелетия нашей эры, после подавления восстания 6—9 гг. в провинциях Далмация и Иллирик, кельтская область к востоку от Альп до Дуная, которая уже находилась под римским влиянием, перешла под контроль Римской империи как Часть новой провинции Паннония. Через Карнунт (современный Петронелль-Карнунтум) и Скарбантию (Шопрон) с севера на юг прошла восточная ветвь Янтарного пути. В регионе была возведена защита от задунайских германцев (см., например Маркоманская война). Виндобона (Вена), основанная в ходе этих событий, была связана с Янтарным путем — и его конечной точкой, адриатическим портом Аквилея, — проходящей через Мёдлинг дорогой на Скарбантию. Здесь по-прежнему пролегает важнейший транспортный коридор Вены на юг, а значит, и на Мёдлинг. Главная улица Мёдлинга восходит к римской эпохе, что было подтверждено находками монет и могил в районе железнодорожного вокзала и площади Йозефа Гиртля. Неподалёку были также найдены могилы восточногерманских жителей региона с 433 года, которые появились тут в связи с отступлением Рима в борьбе с гуннами, теснимыми теми вандалами, остготами и другими германскими племенами.
Лангобардское кладбище на юге Мёдлинга свидетельствует о том, что и они жили в этих местах в конце Великого переселения народов в VI веке, до того как массово перебрались в Паннонию и далее в Италию и оставили Карпатский бассейн аварам. Все это время район Мёдлинга оставался заселенным, что показали раскопки могильника аварского периода с более чем 500 захоронениями около «Золотой лестницы» (тропа-подъём недалеко от современного города). Предметы, найденные в могилах, и полностью сохранившиеся скелеты выставлены в городском музее.
После завоевания Карлом Великим и победы над аварами, в 803 году началось заселение бывшей Аварской марки, ставшей Восточной маркой, из баварско-франконских регионов. В это время была возведена несохранившаяся церковь Святого Мартина как центр христианизации региона. Она представляла собой ядро поселения того времени, к востоку от современного. Самая старая известная каролингская предшественница сегодняшней церкви Святого Отмара также датируется IX веком.

### Развитиеторговой общины

#### Местечко сприходской церковью(раннее Средневековье)
Впервые Мёдлинг документально упоминается 8 сентября 903 года в торговой переписке между двумя епископами как лат. medilihha ultra montem commigenum. Вероятно, после битвы на реке Лех в 955 году здесь, как в части Восточной марки, поселились баварцы. В результате, селение переместилось из разрушенного района церкви Святого Мартина в современный центр. Несмотря на это, церковь Святого Мартина оставалась центром прихода до 1475 года и была разрушена только в 1683 году, снесена в 1787. Пристроенное к ней старое кладбище Мёдлинга сохранилось до открытия современного (у подножия горы Eichkogel) в 1876 году. На территории старого кладбища и церкви Святого Мартина в 1889 году был построен детский дом. Самое первое упоминание о приходе Мёдлинг относится к 1113 году, когда приход (до 1475 года) относился к аббатству Мельк. Две трети приходской десятины поступали туда же.

#### Сеньория(романскоеВысокое Средневековье)
С XI века и по 1177 год резиденцией правителей был замок возле сегодняшней церкви Святого Отмара. Один из его владельцев, Хьюго фон Петронель (108?—1142) к 1140 году построил для себя близлежащий замок Лихтенштайн, давший впоследствии название всему роду. В это же время впервые упоминаются близлежащие поселения Нойдорф (современный Винер-Нойдорф) и Энцерсдорф (Мария-Энцерсдорф). В 1177 году Бабенберг Генрих Старший получил территорию, простиравшуюся от Лизинга до Пистинга и Брука, от своего брата Леопольда V, ставшего вторым герцогом Австрии после смерти их отца. Как следствие, Генрих переехал в замок Мёдлинг, строившийся с 1148 года для его матери, расположенный недалеко от местечка и использовавшийся вплоть до 1556. Таким образом, в 1177—1236 годах Мёдлинг был резиденцией боковой ветви Бабенбергов. В это время, при Генрихе, замок с его укреплениями, чрезвычайно мощными для того времени, был широко известным общественным и культурным центром. В 1219 году здесь был гостем и Вальтер фон дер Фогельвейде.
В конце XII века, рядом с укрепленной романской церковью, стоявшей тогда на месте церкви Святого Отмара, было построено самое старое из сохранившихся до наших дней сооружение — романский Оссуарий. К этому времени местечко разрослось вокруг улиц Pfarrgasse, Herzoggasse и Fleischgasse. Скорее всего, между тогдашней Hochstraße (теперь Kaiserin Elisabeth-Straße) и Fleischgasse находилась ярмарочная площадь.
После того, как мёдлингская ветвь Бабенбергов пресеклась в 1236 году со смертью сына Генриха, территория вернулась к герцогам Австрии. В 1252 году, во время венгерского вторжения, Мёдлинг был полностью опустошен. Однако за этим и до XIV века последовало значительное развитие. В частности, к востоку возникла новая ярмарочная площадь между современными Josef Deutsch-Platz до Freiheitsplatz, была застроена территория от Klostergasse до Hauptstraße. Эти дома не перестраивались до XV века. Вдоль реки Мёдлинг были построены мельницы и дома по Neusiedlerstraße.

#### Торговая община (готическоепозднее Средневековье)
При габсбургском герцоге Австрии Альбрехте II Медлих (Medlich), как его тогда называли, в 1343 году получил статус торговой общины. Поселение было огорожено частоколом, с четырьмя воротами на востоке, юго-востоке, юго-западе и севере, которые были снесены только в XVIII—XIX веках. Возле восточных ворот была возведена высокая готическая колонна, простоявшая до 1876 года. Её небольшой фрагмент сегодня находится в музейном парке. В 1374 году на главной площади (нынешней Scrannenplatz) было построено здание суда, сегодня это Старая ратуша. С XIV века появились свидетельства существования еврейской общины, которой принадлежала синагога на улице Judengasse, по теперешнему адресу Kaiserin Elisabeth-Straße 7. Однако с изгнанием евреев в 1421 году община перестала существовать, и была восстановлена только в 1840.
К XV веку Мёдлинг, наряду с Гумпольдскирхеном, Перхтольдсдорфом и Лангенлойсом, превратился в один из важнейших винодельческих центров всей Нижней Австрии. Местечку также было предоставлено право вершить «кровавый суд», то есть приговаривать к увечью и смертной казни.  В 1458 году кайзер Фридрих III даровал Мёдлингу герб. Сам кайзер происходил из штирийской ветви Габсбургов, и, вероятно, именно этим объясняется штирийский лев на гербе. Также в XV веке были построены Госпитальная церковь и церковь Святого Отмара. Последняя стала приходской церковью в 1475 году, когда мёдлингский приход перешёл от аббатства Мельк к деканату венского собора.

#### Раннее Новое время(Возрождение,барокко,бидермайер)
Больша́я часть города была разрушена во время Первой османской осады в 1529 году. С конца XV и особенно в XVI веке в Мёдлинге вступает в силу Возрождение. Это первый, если не считать средневековых церквей, период, архитектура которого заметна и сегодня: в старых фасадных ансамблях, домах зарождающейся буржуазии или в башенке, в 1548 году добавленной к зданию Старой ратуши. В 1580 году население Мёдлинга на 90 % было протестантским, что несколько выше, чем в среднем по Нижней Австрии. В 1597 было подавлено восстание местных виноградарей против низкой заработной платы. С начала XVII века Мёдлинг вышел из-под власти замка и, таким образом, де-факто, а с 1607 года и де-юре стал местом заседания земельного суда (Landgericht). Для рекатолизации местечка в 1631 году был создан капуцинский монастырь на месте сегодняшнего музея Мёдлинга, который просуществовал до конца иосифизма в 1785.
Венская эпидемия чумы 1679 года серьёзно затронула и Мёдлинг. Во время Второй османской осады в 1683 году (см. Венская битва) большое количество жителей было убито. Однако новую жизнь в город вдохнули поселенцы из Штирии. Поскольку в 1713 году во время второй эпидемии чумы в Мёдлинге умерло всего 22 жителя, в качестве благодарности на площади Kornmarkt (нынешняя Freiheitsplatz), была воздвигнута барочная Чумная колонна. С XVIII века также начинается новый виток экономического развития, отнявший главенствующую роль у виноделия. Появились мануфактуры, первой из которых в 1773 году стала шелководческая, в поныне сохранившемся доме по адресу Eisentorgasse 1.
В 1805 и 1809 годах Мёдлинг оккупировали французы. Население в то время составляло около двух тысяч человек. Для создания ландшафтного парка Лихтенштайна (ныне это часть природного парка Фёренберге) прежде безлесые холмы были с 1807 года засажены сосной чёрной. Также, в 1810 году была построена неоромантическая Чёрная башня (Schwarzer Turm) на фундаменте старой сторожевой башни 1596 года, а в 1813 — Храм гусаров с могилами солдат, погибших в Асперн-Эсслингской битве. Лежащая в центре всех этих изменений долина реки Мёдлинг, так называемый Брюль (Brühl), стала в период бидермайера, самое позднее после работы Людвига ван Бетховена в Мёдлинге в 1818—1820 годах, местом притяжения для композиторов Венской классической школы, романтизма, а также Новой венской школы Арнольда Шёнберга. Бетховену и Шёнбергу, хоть они родились и не в Мёдлинге, даже посвящены музеи в городе. Ядром этого музыкального общества в Мёдлинге был ресторан «У двух воронов» (Zu den 2 Raben) на лугу Meiereiwiese, напротив Königsmühle — одной из старейших мельниц на реке (XV век). Более позднее здание ресторана сохранилось и поныне в появившемся с тех пор районе Vorderbrühl.

### Развитие современного города

#### Индустриализация (раннеегрюндерство)
В 1841 году был открыт железнодорожный вокзал Мёдлинга. Поначалу он связал город с Винер-Нойштадтом и Веной по строящейся ещё с 1839 Южной железной дороге. С 1845 года и до Второй мировой он был также соединен с Лаксенбургом.
Во время революции 1848—1849 гг. против системы Меттерниха, среди рабочих Мёдлинга происходили забастовки, но без особой кооперации с буржуазной революцией. В 1850 году была открыта оздоровительная лечебница «Присницталь», названная так по применямому водолечению Винценца Присница. В 1880 году заведение было преобразовано в санаторий и просуществовало до Второй мировой войны. В 1968 году на его месте были построены жилые дома.
Свобода мнений, гарантированная конституцией 1867 года, привела к появлению в Мёдлинге новых обществ, включая объединения рабочих. В 1869 году напротив пивоварни была построена на тот момент двухгодичная средняя школа «Франсиско Йозефинум», включающая, в том числе, первую в Австрии пивоваренную школу. В 1934 году она переехал в Визельбург. В рамках прокладки первого горного водовода в Вену, в 1872 году в Мёдлинге был построен акведук. По-настоящему индустриализация пришла в город в 1872 году со строительством локомотивной фабрики и её рабочего поселка, который существует до сих пор. Несмотря на её закрытие в 1874 году и глобальный экономический кризис 1873—1896 годов, это положило начало масштабному расширению городка от исторического центра, которое впоследствии переросло в район Schöffelvorstadt. Немного позже Мёдлинг стал расширяться и на юг вокруг улицы Neusiedlerstraße, так как в это время население стало заметно расти — вплоть до Первой мировой войны.

#### Город (позднеегрюндерство)
В 1875 году под руководством бургомистра и «спасителя Венского Леса» Йозефа Шёффеля местечко Мёдлинг получило статус полноправного города. Появилось газовое освещение, Мёдлинг развился в курорт с парком, курсалоном и летним театром. За этим последовало создание больницы (1882 г.), первой в Австрии электрифицированной железной дороги (она же стала первой в мире регулярно использующейся) по маршруту Мёдлинг — Хинтербрюль (1883—1932 гг.), конечной станции парового тогда Венского трамвая (1886—1967), пожарной станции и станции скорой помощи (1887), детского дома (1889), округа Мёдлинг как административной единицы (1896), гимназии (1897) и Военной технической академии (1904). Также в 1904 году, при бургомистре Якобе Тома в соседнем Винер-Нойдорфе в присутствии кайзера Франца Иосифа I была открыта первая в Центральной Европе биологическая станция очистки.
Во время аншлюса был частью Вены.

## Население
После девятикратного увеличения населения за XIX век и до 1910 года с примерно 2 до 18 тысяч, с особенно быстрым ростом после 1880 года, к 1961 году количество жителей немного упало до 17 000. С тех пор оно несколько подросло до сегодняшних 20 тысяч. Большинство жилых домов построены после 1961 года, особенно в период до 1980. Не позднее, чем с окончания строительства района Südstadt в соседнем Мария-Энцерсдорфе (1961—1975), застройка Мёдлинга становится все более и более непрерывной с соседними коммунами на севере и востоке. Таким образом, Мёдлинг, по сути, стал частью венской агломерации.

## Культура и достопримечательности
Хорошо сохранившийся и отреставрированный старый город находится под защитой Гаагской конвенции о защите культурных ценностей. В 1976 году на находящейся в нём улице Kaiserin Elisabethstraße и площади Schrannenplatz обустроена пешеходная зона.
Благодаря своим окрестностям и атмосфере старого города, Мёдлинг стал популярным местом для свадеб. Местный ЗАГС также находится в центре: в старой ратуше на Schrannenplatz. Лежащий в живописной местности, в своё время обустроенной как ландшафтный парк с многочисленными романтическими руинами, город стал популярным местом для экскурсий уже в период бидермайера.
Особенно выделяется район Клаузен (Klausen), примыкающий к старому городу, с находящимися неподалёку руинами замка Мёдлинг. Это одно из трёх мест, особенно вдоховлявших средневекового поэта-композитора Вальтера фон дер Фогельвейде. На склонах долины реки Мёдлинг в Клаузене, ценимых скалолазами, можно найти редкие растения. Среди них местный подвид (neilreichii) гвоздики перистой, обнаруженный только в середине XIX века ботаником Августом Найльрайхом, и девясил германский. Кроме того, здесь в изобилии растет сосна чёрная.

### Достопримечательности
| - Церковь Святого Отмара (XV век) - Оссуарий (XII век) - Госпитальная церковь Святого Эгидия (XV век) - Евангелическая приходская церковь (1875 год) - Приходская церковь Сердца Христова в Мёдлинге (1971 год) - Старая ратуша (XIV—XVII века) - Руины замка Мёдлинг (не позднее XI века по XVII) - Чёрная башня (Schwarzer Turm, 1810 год) - Храм гусаров (1813 год) - Акведук в Мёдлинге (1872 год) - Детский дом имени Йозефа Гиртля (1889 год) | - Церковь Святого Отмара и Оссуарий - Госпитальная церковь - Старая ратуша - Руины замка Мёдлинг - Чёрная башня |

### Музеи
- Музей Мёдлинга в дворце Thonetschlössl
- Краеведческий музей (Volkskundemuseum)
- Музей городского транспорта (Stadtverkehrsmuseum или Straßenbahnmuseum)
- Essinger-Haus
- Дом-музей Бетховена в Хафнерхаусе (Hafnerhaus)
- Дом композитора Арнольда Шёнберга между 1918 и 1925 гг.
- Художественная галерея в ратуше

## Экономика и инфраструктура
Ранее известный винодельческий и торговый центр, место с больним количеством мельниц, а позднее курорт, Мёдлинг, в конечном итоге, привлёк и серьёзную промышленность. Хотя многие крупные компании переехали в Винер-Нойдорф, в промышленный центр «Юг Нижней Австрии», некоторые остались, например Knorr-Bremse или EVN-Fernwärmekraftwerk.
Сегодня преобладает малый бизнес, часть из которого может похвастаться многовековой историей семейного дела. Сфера услуг в Мёдлинге высокоразвита и разнообразна, в том числе в области телевидения и стартапов.

### Энергетика
Теплоснабжение центральных районов Мёдлинга почти полностью обеспечивается Biomasseheizkraftwerk Mödling, вырабатываеющей энергию из биомассы. Изредка используется солнечная энергия, с размещением солнечных батарей на крышах домов.

## Спорт
В Мёдлинге есть немало спортивных сооружений, в том числе городской стадион, спортцентр с рядом площадок для различных командных игр и лёгкой атлетики, городской бассейн, включающий крытый каток, два теннисных центра. Есть также места для скалолазания — как крытые, так и на естественных скалах в долине реки Мёдлинг.

### Спортивные клубы
- ФК «Адмира Ваккер Мёдлинг» (футбол)
- AFC Rangers (американский футбол)
- UEC Mödling (хоккей)
- ÖTB TV Mödling
- Sportunion Mödling
- Österreichischer Alpenverein Mödling

## Города-побратимы[26]
- Люксембург: Эш-сюр-Альзетт
- Германия: Оффенбах, Дирмштайн
- Франция: Пюто
- Сербия: Земун
- Италия: Веллетри
- Венгрия: Кёсег
- Чехия: Всетин
- Болгария: Обзор
- Бельгия: Зоттегем